# Палагнюк Володимир Миколайович
Володимир Миколайович Палагнюк — голова Державної пенітенціарної служби України з серпня 2014 року (по Сергію Старенькому).

## Основні біографічні дані
У 1990-х роках — заступник начальника Дніпровського районного управління Головного управління МВС України в Києві, майор міліції.

## Нагороди
В грудні 1996 року нагороджений орденом «За заслуги» III ступеня: «за особисті заслуги у боротьбі зі злочинністю та високу професійну майстерність».

## Державна служба
Представлений начальницькому складу відомства та структурних підрозділів апарату ДПтС 7 серпня 2014 року.